# Cortinarius rotundisporus
Cortinarius rotundisporus är en svampart som beskrevs av Cleland & Cheel 1918. Cortinarius rotundisporus ingår i släktet Cortinarius och familjen spindlingar.   Inga underarter finns listade i Catalogue of Life.

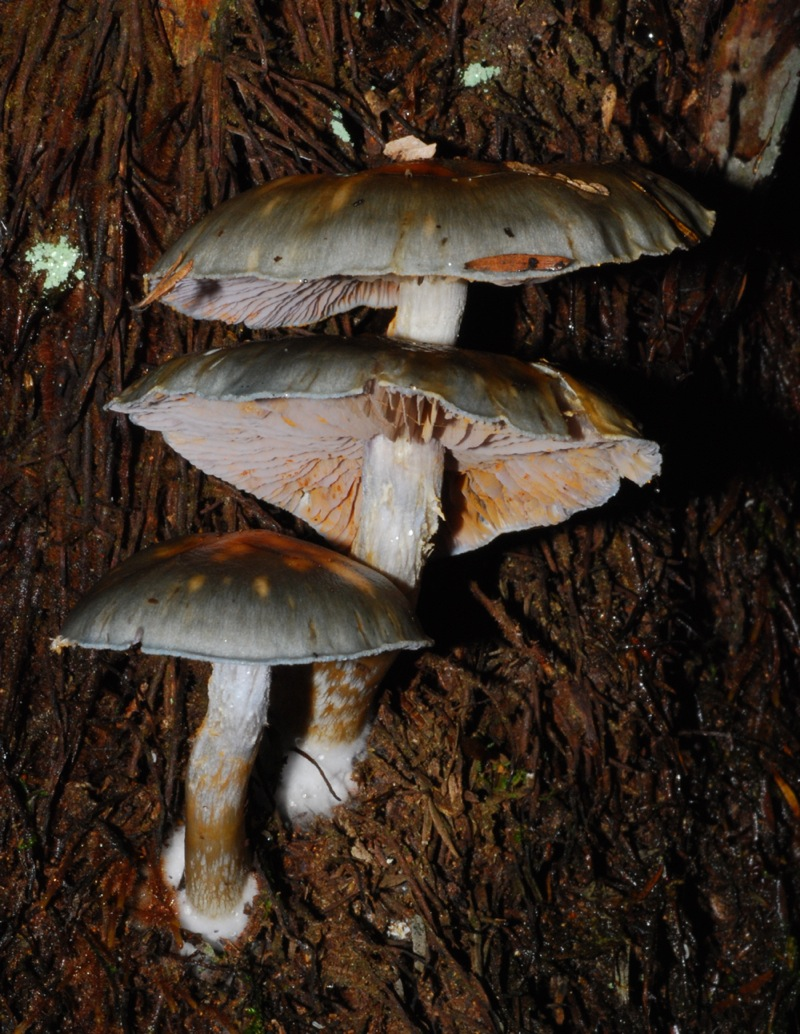
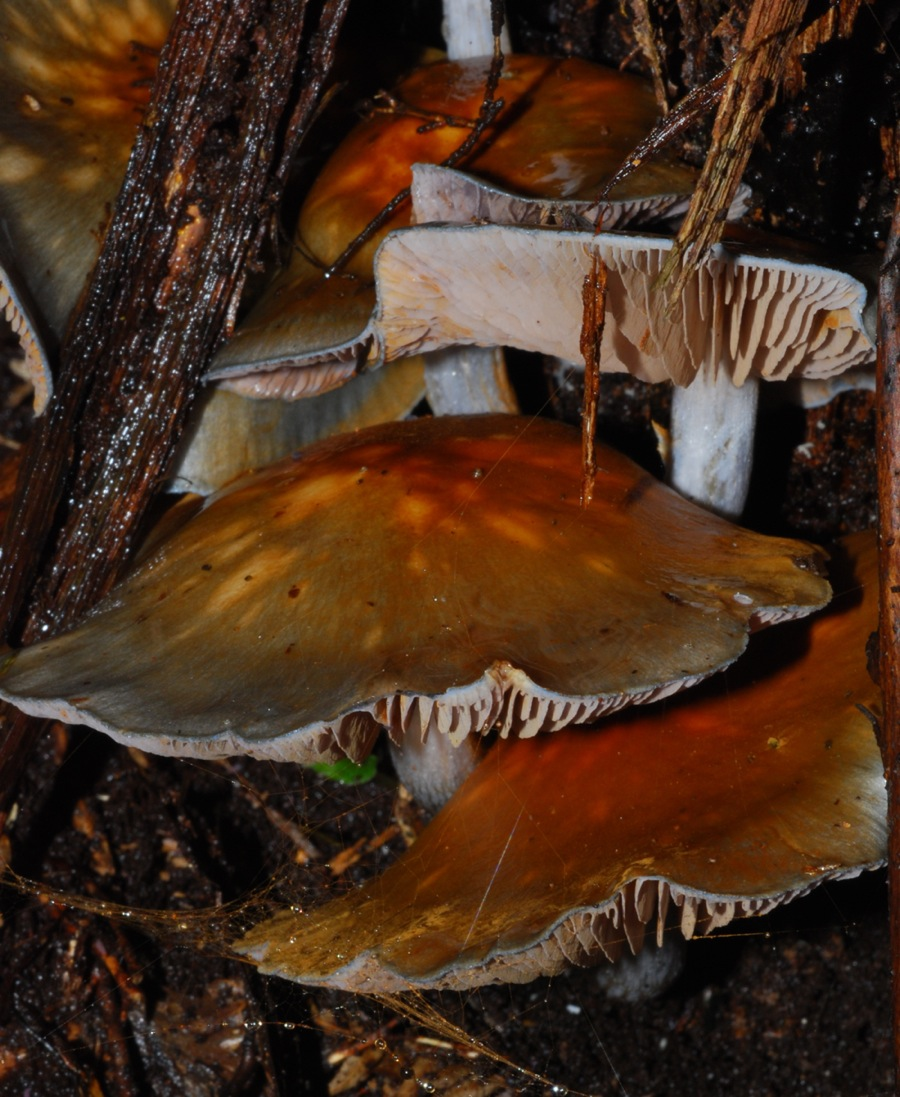
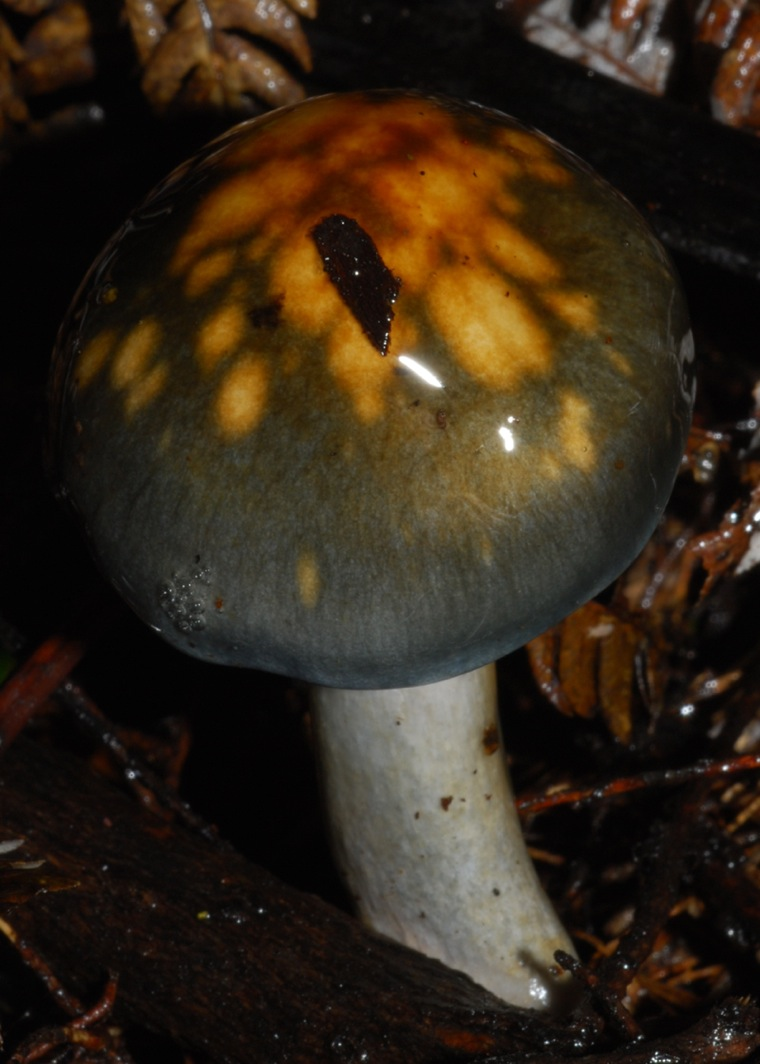
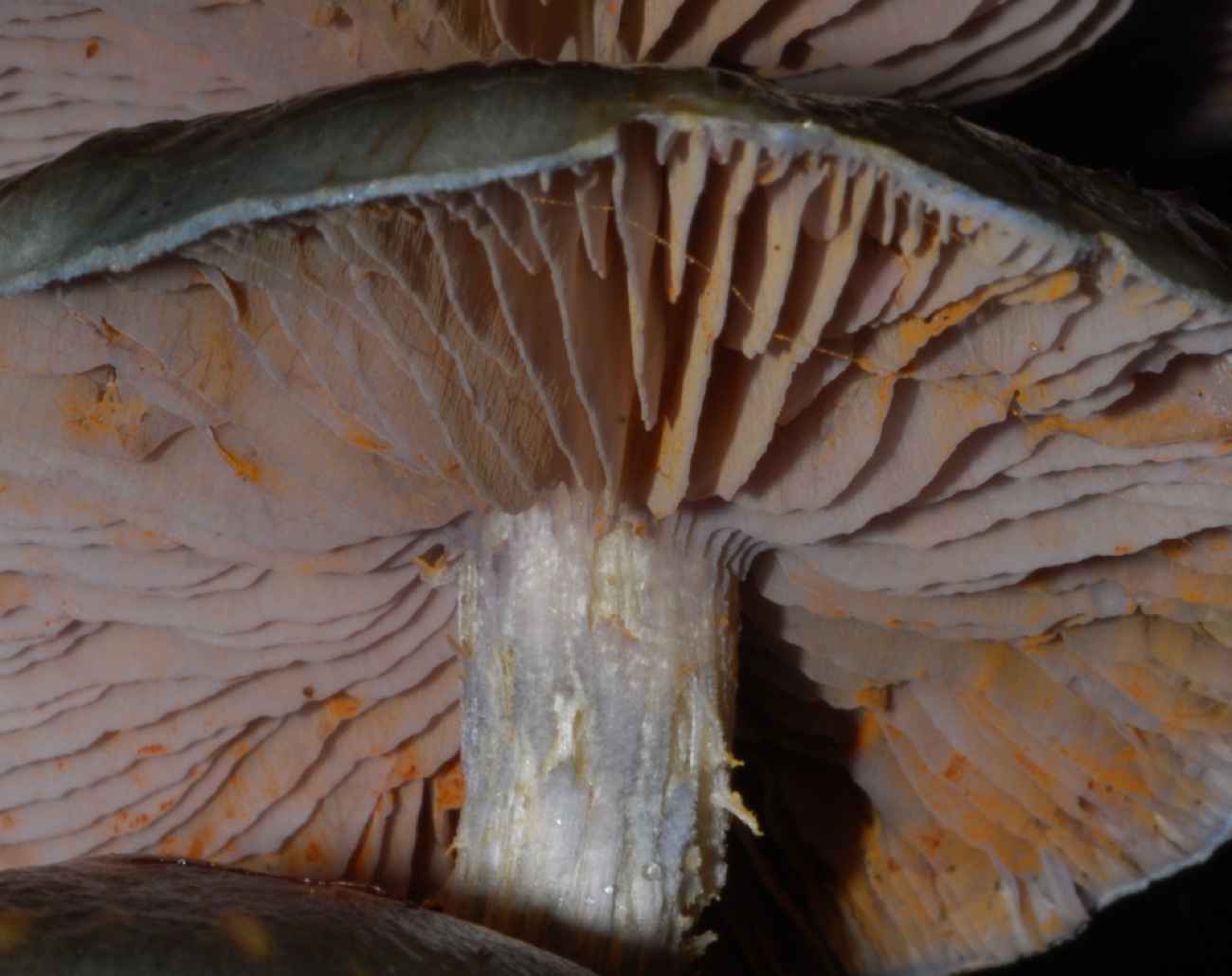
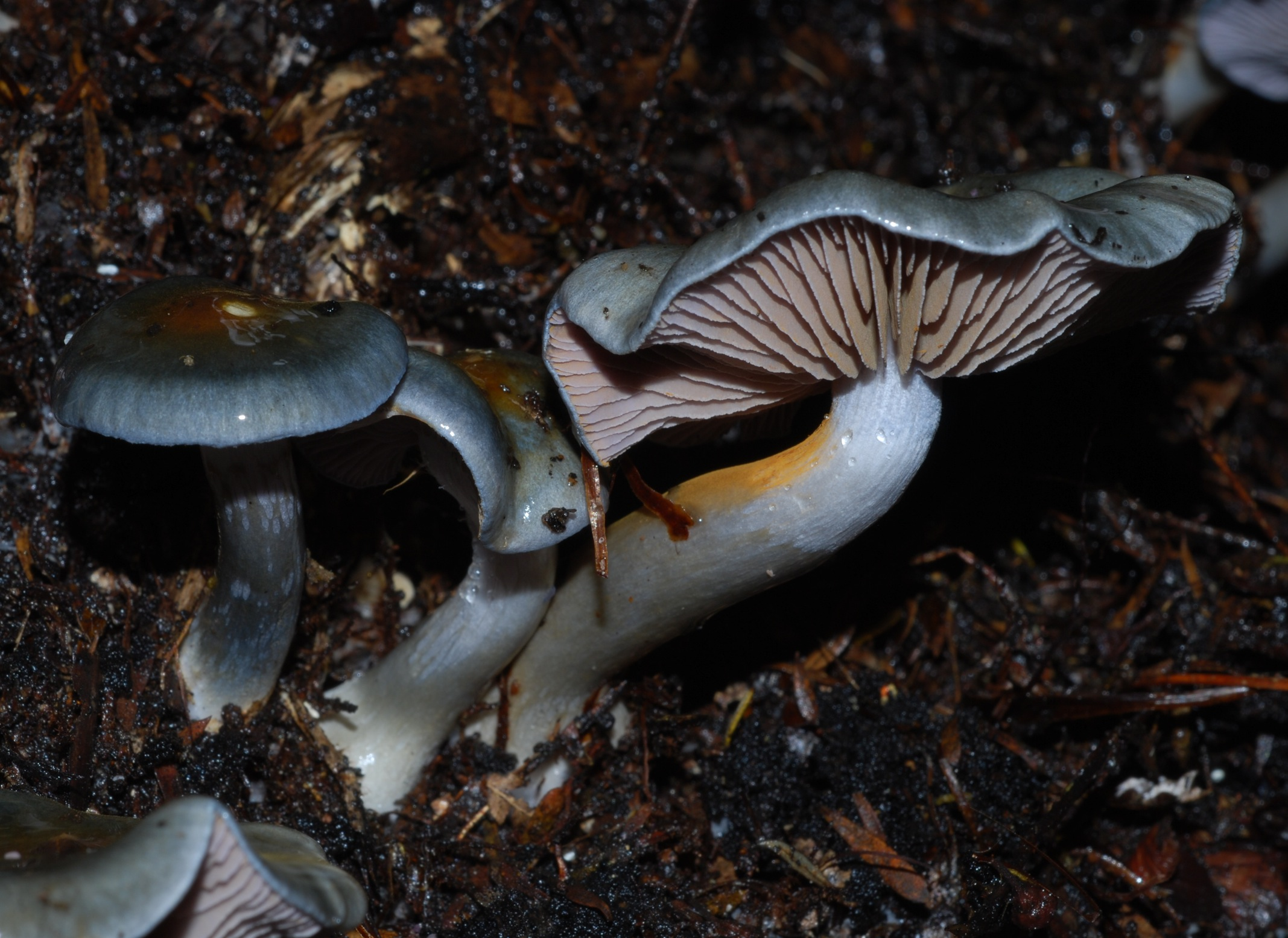
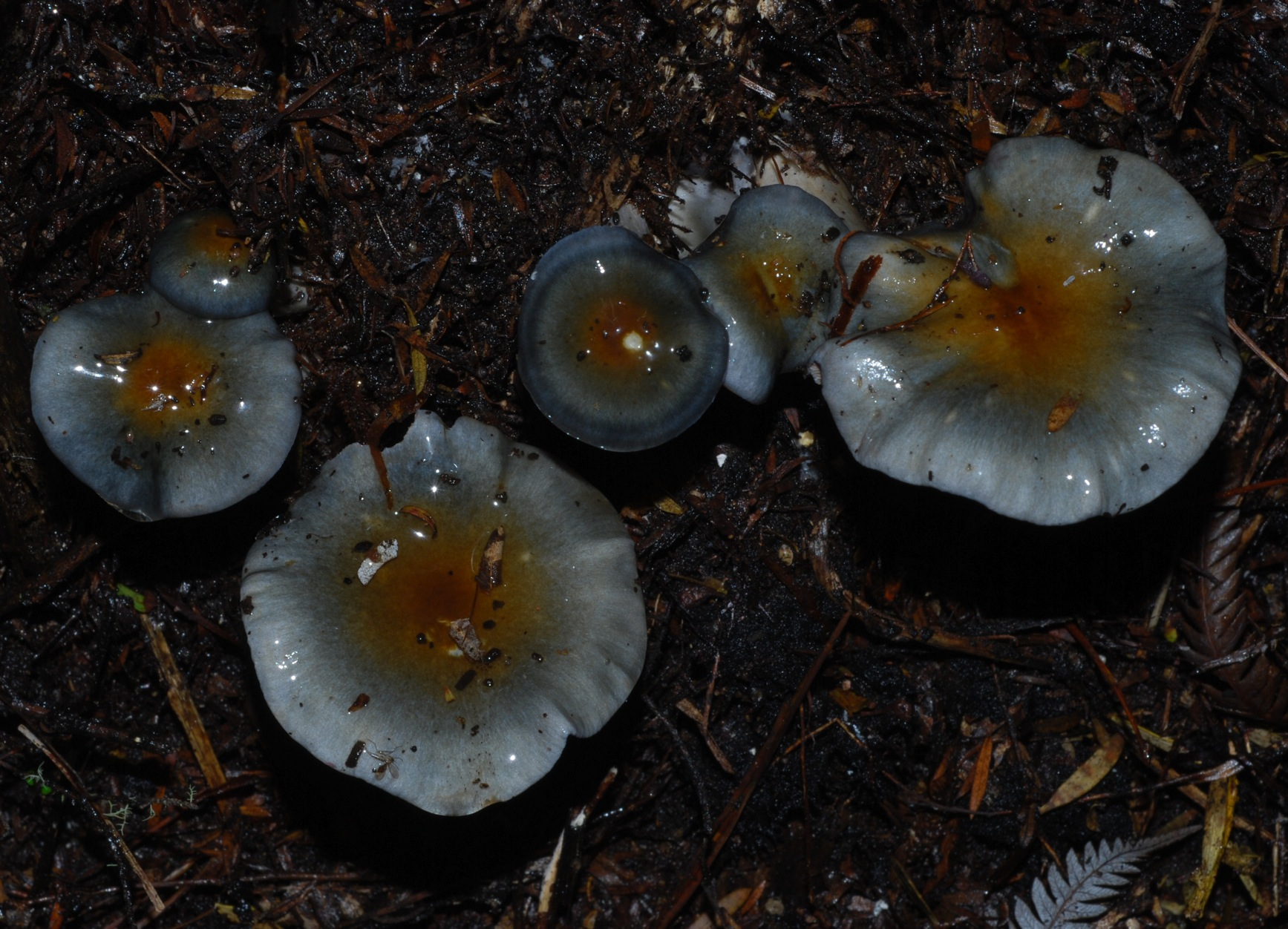
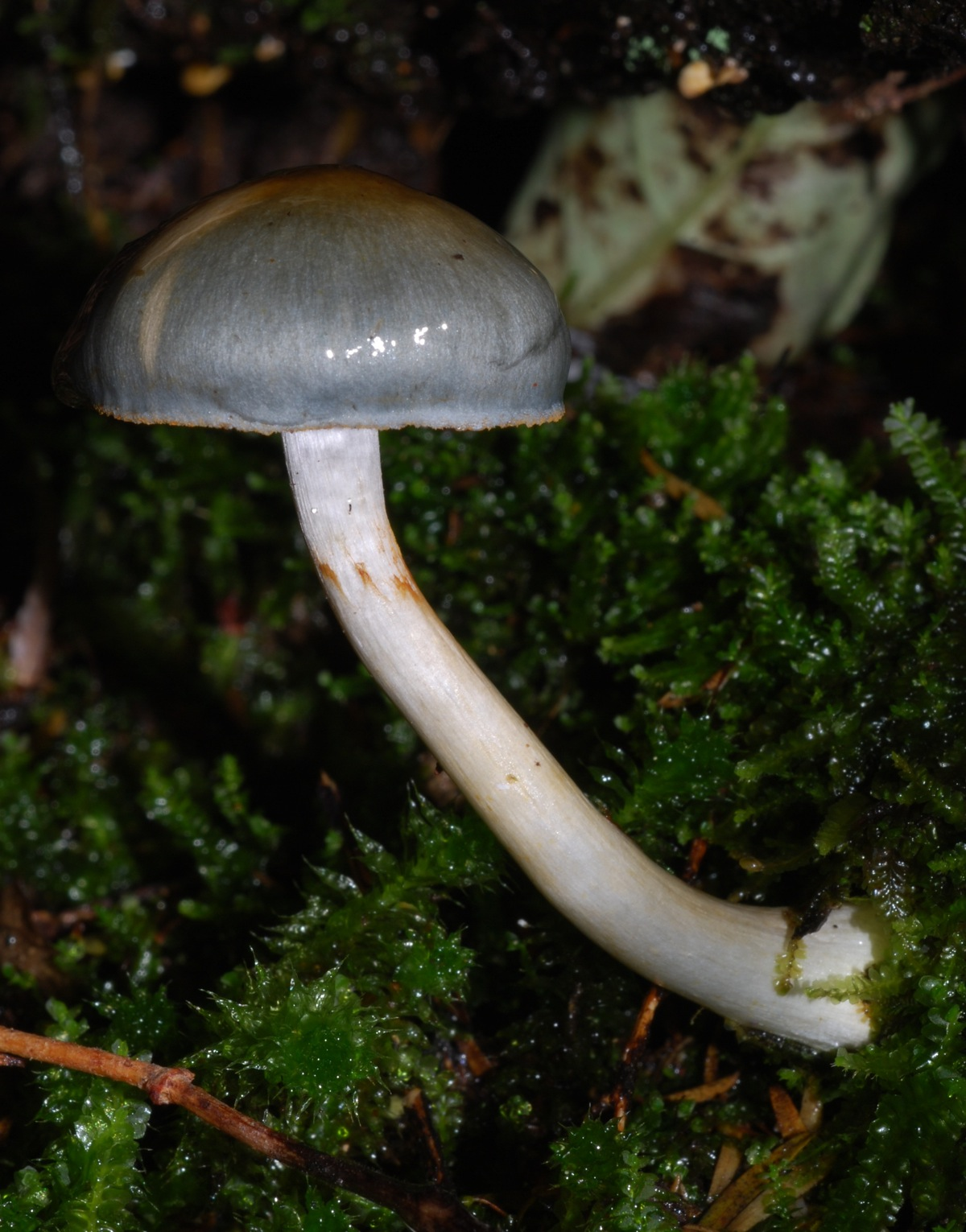